# Delta Express
Delta Express est une ancienne branche aéronautique dirigée et opérée par Delta Air Lines de 1996 à 2003 depuis Atlanta, aux États-Unis.